# Eleccions presidencials ucraïneses de 2010
Les Eleccions presidencials ucraïneses de 2010 es van dur a terme entre el 17 de gener i el 7 de febrer de 2010. Van ser les cinquenes eleccions presidencials a Ucraïna després de la seva independència de la Unió Soviètica. Va resultar guanyador el candidat prorús Víktor Ianukòvitx del Partit de les Regions, superant la candidata Iúlia Timoixenko, llavors primer ministre d'Ucraïna. Al voltant d'1.1 milions de ciutadans van votar per l'opció "en contra de tots", un 4,37% dels votants.
Els resultats de les eleccions van ser validats per observadors de l'OSCE i el Consell d'Europa. Tanmateix, Timoixenko es negà a reconèixer els resultats i presentà una apel·lació davant la Cort Suprema Ucraïnesa El 20 de febrer va retirar la seva apel·lació, aplanant el camí a la presa de poder de Ianukòvitx, al·legant que les accions de la cort "no tenien res en comú amb la justícia". El President sortint, Víktor Iúsxenko, sí que va felicitar Ianukòvitx per la seva victòria. Per la seva banda, Ianukòvitx, qui va assumir la presidència el 25 de febrer, va demanar la renúncia de Timoixenko, amb l'objectiu que ell pogués formar el seu propi gabinet. Davant la negativa de la primera ministra, va assolir que la Rada Suprema emetés un vot de censura contra Timoixenko el 3 de març.

## Resum dels resultats
En total es van presentar a la primera ronda divuit candidats a la primera ronda de les eleccions el 17 de gener de 2010, però només dos candidats, Víktor Ianukòvitx i Iúlia Timoixenko, van obtenir prou resultat per a passar a la segona ronda.
La segona ronda va tenir lloc el 7 de febrer amb només aquests dos candidats. El 14 de febrer, amb tots els vots comptats a la segona ronda, Ianúkovitx va ser declarat oficialment guanyador de les eleccions amb el 48,95%, enfront del 45,47% de Timoixenko.
Resum del resultat de les eleccions presidencials d'Ucraïna de 17 de gener i 7 de febrer de 2010
| Víktor Ianukòvitx — Partit de les Regions      | 8,686,642  | 35.32  | 12,481,266 | 48.95  |
| Iúlia Timoixenko — Bloc Iúlia Timoixenko       | 6,159,810  | 25.05  | 11,593,357 | 45.47  |
| Serhii Tihipko — independent                   | 3,211,198  | 13.05  |            |        |
| Arseni Iatseniuk — independent                 | 1,711,737  | 6.96   |            |        |
| Víktor Iúsxenko — independent                  | 1,341,534  | 5.45   |            |        |
| Petró Simonenko — Partit Comunista d'Ucraïna   | 872,877    | 3.54   |            |        |
| Volodímir Litvín — Partit Popular              | 578,883    | 2.35   |            |        |
| Oleh Tiahnibok — Unió Panucraïnesa "Llibertat" | 352,282    | 1.43   |            |        |
| Anatoli Hritsenko — independent                | 296,412    | 1.20   |            |        |
| Inna Bohoslovska — independent                 | 102,435    | 0.41   |            |        |
| Oleksandr Moroz — Partit Socialista d'Ucraïna  | 95,169     | 0.38   |            |        |
| Iuri Kostenko — Partit Popular Ucraïnès        | 54,376     | 0.22   |            |        |
| Liudmila Suprun — Partit Popular Democràtic    | 47,349     | 0.19   |            |        |
| Vassili Protivsih — independent                | 40,352     | 0.16   |            |        |
| Oleksandr Pabat — independent                  | 35,474     | 0.14   |            |        |
| Serhii Ratushniak — independent                | 29,795     | 0.12   |            |        |
| Mikhailo Brodski — independent                 | 14,991     | 0.06   |            |        |
| Oleh Riabokon — independent                    | 8,334      | 0.03   |            |        |
| Contra tots                                    | 542,819    | 2.20   | 1,113,055  | 4.36   |
| Informal                                       | 405,789    | 1.65   | 305,837    | 1.19   |
| Total                                          | 24,588,268 | 100.00 | 25,493,529 | 100.00 |
| Font: Comissió Electoral Central d'Ucraïna     |            |        |            |        |

### Mapes electorals
| Víktor Ianukòvitx (primera volta) - 35.33% | Iúlia Timoixenko (primera volta) - 25.05% | Serhii Tihipko (primera volta) -13.06%    |
| Arseni Iatsenyuk (primera volta) - 6.69%   | Víktor Iúsxenko (primera volta) - 5.46%   | Distribució total del vot (primera volta) |

| Víktor Ianukòvitx (votació final) - 35.33% | Iúlia Timoixenko (votació final) - 25.05% | El més votat (votació final) – percentatge del vot nacional |